# Antanas Mockus
Aurelijus Rutenis Antanas Mockus Šivickas (n. 25 martie 1952, Bogotá) este un politician columbian, filosof, matematician, jurnalist, președinte al Partidului Verde din Columbia.
El a devenit senator al Republicii Columbia în iulie 2018, după ce a fost al doilea candidat cu cele mai multe voturi la alegerile legislative din 11 martie 2018. Este, de asemenea, președintele Corporación Visionarios por Colombia (Corpovisionarios), centru de gândire și acțiune nonprofit care investighează, sfătuiește, proiectează și implementează acțiuni pentru a realiza schimbări voluntare în comportamentul colectiv.

## Biografie
Sa născut într-o famile de imigranți din Lituania. Mama sa Nijole Šivickas de Mockus - este un cunoscut sculptor în Columbia. La doi ani deja știa să citească. Studiază filosofia și matematica la universități din Franța și Columbia. Primar de două ori al capitalei Bogotá (1995-1997 și 2001-2003). La 14 martie 2010 este ales candidat din parte "Verzilor" în calitate de candidat pentru alegerile prezidențiale. Primul tur al alegerilor a avut loc pe 30 mai 2010. Mockus a adunat 21,5% din voturile alegătorilor, mult mai puțin decât principalul său adversar Juan Manuel Santos. Al doilea tur al algerilor a avut loc pe 20 iunie. În al doilea tur Mockus adună  3,588,819 (27,5%) de voturi și cedează în fața lui Santos.
Suferă de boala Parkinson, însă medicii i-au promis cel puțin 12 ani de viață plină.